# Henrietta Lehtonen
Henrietta Lehtonen, född 30 december 1965 i Tammerfors, är en finländsk konstnär. 
Lehtonen studerade från 1984 vid Tammerfors tekniska universitets arkitektavdelning och ställde ut första gången 1987. Hon är känd främst för installationer och videokonst. Hennes utställning Kompositionskonsert 1994 bestod av dels en installation med handmålade porslinsföremål och en biblioteksavdelning, dels en videoinstallation med babyröster. I slutet av 1990-talet koncentrerade sig hon på videokonsten. Offentliga arbeten av henne finns bland annat på Tesoma bibliotek i Tammerfors (1991) och Linnainmaa social- och hälsovårdscenter i Tammerfors (1998).